# Perce-neige à feuilles larges
Galanthus platyphyllus
Espèce
Statut CITES
Galanthus platyphyllus, ou perce-neige à feuilles larges, est une espèce de plante vivace du genre Galanthus endémique de la montagne des côtes orientales de la mer Noire, de Touapsé, jusqu'en Abkhazie, Géorgie occidentale et Ossétie du Nord.

## Description
Son bulbe en forme d'oignon mesure de 4 à 5 cm de longueur et de 2,5 à 3,5 cm de diamètre. Les feuilles sont d'un vert brillant, larges, plates, oblongues et lancéolées. La gaine foliaire est de 3 à 5 cm de longueur. Les tiges sont à peine plus grandes que les feuilles.
Elle mesure avec son pédoncule de 15 à 16 cm de longueur et de 1,5 cm de largeur pendant la floraison et jusqu'à 20 cm de longueur de 3,5 cm de largeur après la floraison. Les étamines mesurent de 0,4 cm à 0,5 cm de longueur. Les anthères sont ternes obtus, légèrement rétrécis au sommet. Les périanthes sont larges et arrondis avec parfois au bout, une tache verte en forme de U.
Elle fleurit en mars-avril en Europe centrale, et en avril-mai à la fonte des neiges dans son espace naturel.

## Culture
Cette espèce est cultivée en horticulture depuis 1886, mais elle est souvent confondue avec le perce-neige de Voronov.

## Habitat
Cette espèce se trouve entre 1 200 et 2 700 mètres d'altitude sur les pentes montagneuses du Caucase occidental.
C'est une espèce protégée en Russie qui est inscrite à la liste du Livre rouge de Russie.

## Synonymes
- Galanthus latifolius Rupr. non Salisb.
- Galanthus ikariae subsp. latifolius Star.